# Pseudochazara baldiva
Pseudochazara baldiva is een vlinder uit de familie van de Nymphalidae, uit de onderfamilie van de Satyrinae. De soort is voor het eerst wetenschappelijk beschreven door Frederic Moore in een publicatie uit 1865.
De soort komt voor in Noord-India (Kasjmir) en Tibet (Spiti).